# Ramesodes nycteris
Ramesodes nycteris är en fjärilsart som beskrevs av George Thomas Bethune-Baker 1911. Ramesodes nycteris ingår i släktet Ramesodes och familjen nattflyn. Inga underarter finns listade.